# Миряна Радевска-Стефкова
Миряна Радевска-Стефкова (на македонска литературна норма: Мирјана Радевска-Стефкова) е съдийка от Северна Македония.

## Биография
Родена е на 23 август 1960 година в столицата на Народна република Македония Скопие, където завършва основно и средно образование. От 1978 до 1983 година учи право в Юридическия факултет на Скопския университет. След завършването си от 1983 година работи в Окръжния стопански съд в Скопие, като стажантка. След полагане на правосъден изпит в 1984 година работи като сътрудник в същия съд. На 1 юли 1996 година е избрана за съдия в Основния съд Скопие II и работи в Отдела за търговски спорове.
През май 2009 година е избрана за съдия във Върховния съд на Република Македония.